# پیش‌آویز (کلیسا)

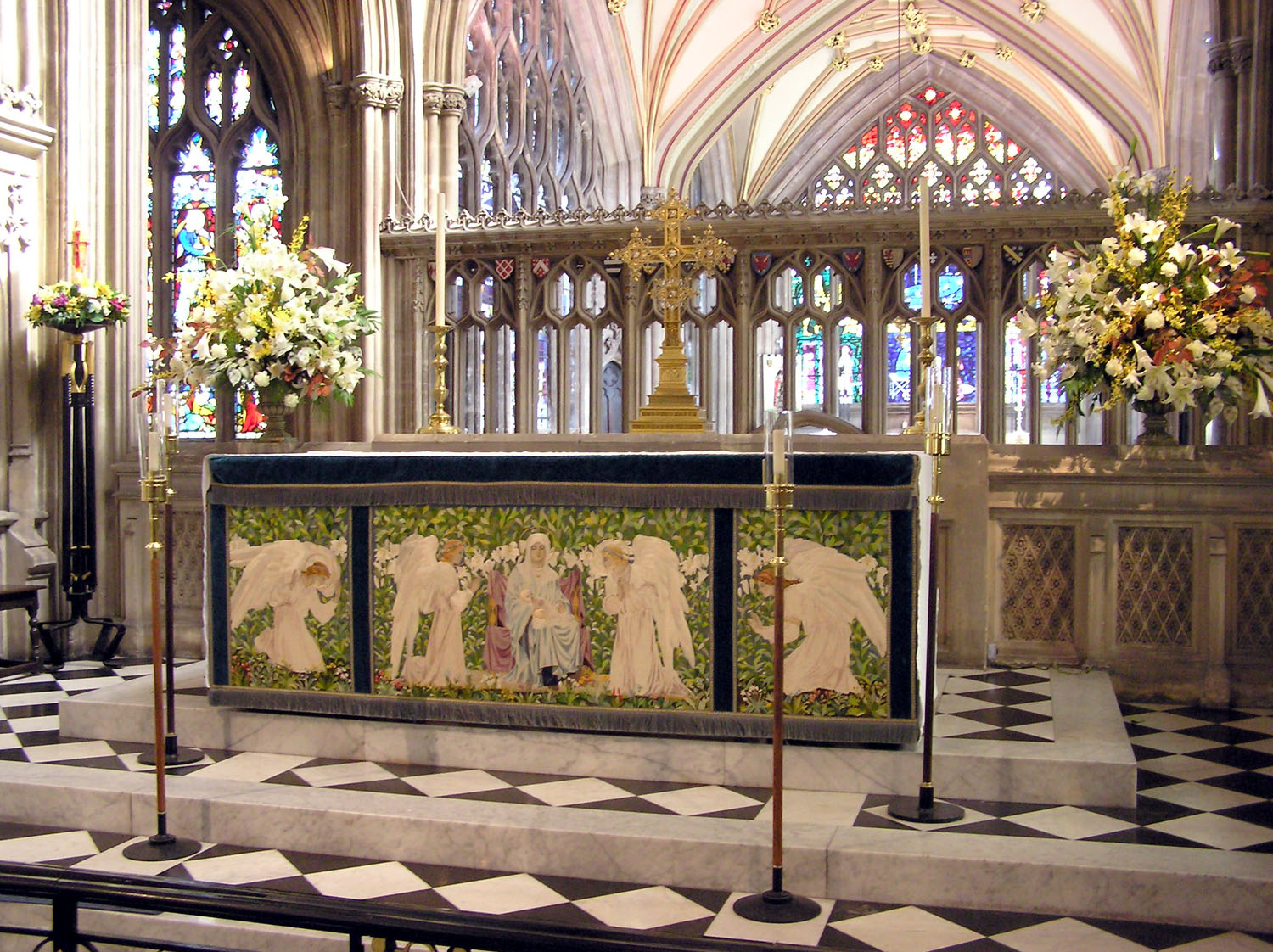
محراب کلیسای انگلیکن سینت مَری در ردکلیف، بریستول انگلستان. پیش‌آویز سبزرنگ این محراب برای ایام خاج‌شویان و عید پنجاهه استفاده می‌شود.

پیش‌آویز (به لاتین: antependium) پارچه‌ای تزئینی است که در کلیساها بر روی محراب، خواندگاه، منبر یا میز انداخته می‌شود.
به طور خاص، به پارچه‌هایی که در جلوی این وسایل و مکان‌ها آویخته می‌شود پیش‌آویز گفته می‌شود و این با سفره‌ها و پارچه‌های محراب که در آیین عشای ربانی استفاده دارد تفاوت دارد.
هر فرقه از مسیحیت به هنگام نیایش‌سرایی، رنگ ویژه خود را برای پیش‌آویزها به‌کار می‌برد. بیشتر کلیساهای غربی از رنگ‌های سفید، طلایی، قرمز، سبز، بنفش و سیاه استفاده می‌کنند که هر رنگ برای مناسبت ویژه‌ای کاربرد دارد.
در کلیساهای شرقی بیشتر دو نوع پیش‌آویز کاربرد دارد: تیره‌رنگ (برای مناسبت‌های معمولی) و رنگ روشن (برای جشن‌ها).